# ハンター・ジョーンズ
デビッド・ハンター・ジョーンズ（David Hunter Jones, 1984年1月10日 - ）は、アメリカ合衆国・フロリダ州パーム・ビーチ・ガーデンズ出身のプロ野球選手（投手）。左投左打。現在は、アトランティックリーグのブリッジポート・ブルーフィッシュに所属している。

## 経歴

### プロ入りとマイナー時代とレッドソックス時代
2005年にアマチュア・フリーエージェントとしてボストン・レッドソックスと契約を結んだ。
同年は傘下のA-級ローウェル・スピナーズで12試合（1試合で先発）登板し、1勝1敗1セーブ・防御率3.21・30奪三振を記録した。
2006年は開幕をA級グリーンビル・ドライブで迎えた。この年は、35試合（5試合で先発）登板し、4勝5敗5セーブ・防御率3.34・100奪三振を記録した。
2007年は開幕をA+級ランカスター・ジェットホークスで迎えた。ここでは、24試合に登板し、4勝1敗・防御率2.11・40奪三振を記録した。その後、AA級ポートランド・シードッグスに昇格した。ここでは、23試合に登板し、2勝1敗2セーブ・防御率3.19・43奪三振を記録した。
2008年は開幕をAA級ポートランドで迎えた。ここでは、13試合に登板し、0勝1敗4セーブ・防御率1.19・26奪三振を記録した。その後、AAA級ポータケット・レッドソックスに昇格した。ここでは、35試合に登板し、7勝2敗8セーブ・防御率3.02・50奪三振を記録した。
2009年4月15日にメジャーに初昇格した。4月20日のボルチモア・オリオールズ戦でメジャーデビューを果たした。この年は、メジャーで11試合に登板した。マイナーでは、AAA級ポータケットで36試合に登板し、4勝3敗2セーブ・防御率4.25・39奪三振を記録した。

### マーリンズ時代
2009年11月5日にジェレミー・ハーミッダとのトレードでホセ・アルバレスと共に、フロリダ・マーリンズ（現：マイアミ・マーリンズ）へ移籍した。
2010年6月5日に負傷し、22日に解雇された。その後、トミー・ジョン手術を受けた。

### マーリンズ退団後
2011年は、リハビリに費やした。オフに、ベネズエラのウィンターリーグであるリーガ・ベネソラーナ・デ・ベイスボル・プロフェシオナルのアギラス・デル・スリアでプレーした。

### 独立リーグ時代
2012年2月23日に古巣のレッドソックスとマイナー契約を結んだ。しかし、解雇された。その後、アメリカン・アソシエーションのラレド・リーマーズと契約を結んだ。後半からは、アトランティックリーグのブリッジポート・ブルーフィッシュと契約を結んだ。ここでは、19試合（15試合で先発）登板し、3勝5敗・防御率4.66・68奪三振を記録した。同年限りで、退団した。
2013年は、同リーグのサザンメリーランド・ブルークラブスと契約を結んだ。この年は、26試合に先発登板し、8勝13敗・防御率4.19・105奪三振を記録した。
2014年は、21試合に先発登板し、5勝10敗・防御率5.04・58奪三振を記録した。

## 詳細情報

### 背番号
- 62 (2009年)
- 54 (2010年)